# WISE J224607.57-052635.0
WISE J224607.57-052635.0, abrégée en W2246-0526, est une galaxie lumineuse en infrarouge située à une distance propre de 12,5 milliards années lumière de la Terre. Sa découverte, effectuée en utilisant le Wide-Field Infrared Survey Explorer, a été annoncée en 2015. Il s'agit de la galaxie la plus lumineuse connue à ce jour, émettant ~349 billions de fois la luminosité émise par le Soleil et la fusion de petites galaxies proches peut contribuer à sa luminosité. La lumière est produite par un quasar généré par un trou noir supermassif d'une masse estimée à 10 milliards de fois la masse du Soleil. La lumière optique et ultraviolette émise par le disque d'accrétion autour du trou noir supermassif du quasar est absorbée par la poussière de la galaxie et renvoyée dans l'infrarouge. La galaxie libère 10 000 fois plus d'énergie que la galaxie de la Voie lactée, bien que W2246-0526 soit la plus petite des deux,,. Elle est un cas extrême de rapport masse du trou noir / masse de la galaxie, le trou noir ayant une masse de 4 à 10 milliards de masses solaires et la galaxie, une masse de 430 milliards de masses solaires, soit un trou noir représentant ~0,016 % de la masse de sa galaxie.

## Luminosité

Vue d'artiste de W2246-0526 et ses compagnons pris dans une collision galactique.

La luminosité de W2246−0526 provient d'un quasar hyperlumineux obscurci par la poussière. Il joue un rôle clé dans l'exploration de l'étape de transition entre les explosions d'étoiles poussiéreuses et les quasars non obscurcis dans la coévolution des galaxies et des trous noirs supermassifs. Les observations profondes de plusieurs radiotélescopes détectent un objet compact (taille d'environ 32 pc (∼104 al)). Sa température de luminosité relativement élevée (≥ 8 × 106 K) provient probablement de la base d'un jet astrophysique. La source compacte est accompagnée d'une polarisation ainsi qu'une source radio quasi-éclatante, possiblement un blazar. Le quasar / blazar est entouré d'une très grande quantité de poussière qui masque sa luminosité dans le spectre optique mais est visible dans l'infrarouge proche, laissant passer la luminosité extrême du cœur de W2246-0526. La poussière est généralement concentrée dans une région d'environ 1 300 pc (∼4 240 al) de diamètre autour du quasar, comprenant ~910 millions de masses solaires de matière. Des régions de fortes formations d'étoiles contribuent aussi à la luminosité infrarouge de l'astre, même si le quasar reste bien plus lumineux. L'équivalent de ~480 masses solaires de poussière est transformé en étoiles jeunes chaque année.

## Trou noir supermassif
Différentes estimations ont été effectuées pour mesurer la masse du trou noir supermassif de W2246-0526. Une estimation basée sur la luminosité bolométrique de l'objet a donné une masse de 10 milliards de masses solaires et sur le même principe de mesure de luminosité, une équipe a calculé que le trou noir pourrait avoir une masse de 9,2 à 10 milliards de masses solaires. Une estimation de 2016, cette fois basée sur la limite d'Eddington du quasar et du disque d'accrétion a donné une masse de 4 milliards de masses solaires, tandis qu'une autre estimation de 2018, basée sur le même principe, mais avec un valeur de luminosité différente, a trouvé une masse de 5,1 milliards de masses solaires.